# تريزوبيو
تريزوبيو (بالإيطالية: Trisobbio)‏ هي بلدية في مقاطعة ألساندريا في إقليم بييمونتي في إيطاليا.

## السكان
في سنة 1861 بلغ عدد السكان 1٬545 نسمة، وتطور العدد ليصل في سنة 2011 لـ 671 نسمة.
يظهر هذا المخطط البياني تطور النمو السكاني لـ تريزوبيو